# Campoplex tarsalis
Campoplex tarsalis är en stekelart som beskrevs av Walker 1871. Campoplex tarsalis ingår i släktet Campoplex och familjen brokparasitsteklar. Inga underarter finns listade.